# Индустриальный (Ростовская область)
Индустриа́льный — посёлок в Кашарском районе Ростовской области.
Административный центр Индустриального сельского поселения.

## География
Посёлок находится на берегу реки Большая (приток Калитвы), на расстоянии 36 км к юго-востоку от слободы Кашары, административного центра района, и 200 км к северо-востоку от города Ростов-на-Дону, административного центра района.

## Население
| 2010 |
| ---- |
| 784  |

## Улицы
| - ул. Ждановская, - ул. Заводская, - ул. Зелёная, | - ул. Лесная, - ул. Молодёжная, - ул. Первомайская, | - ул. Речная, - ул. Советская, - ул. Школьная. |